# Prisoynitsa
Prisoynitsa (en macédonien Присојница) est un village de l'ouest de la Macédoine du Nord, situé dans la municipalité de Mavrovo et Rostoucha. Le village comptait 315 habitants en 2002.

## Démographie
Lors du recensement de 2002, le village comptait :
- Macédoniens : 232
- Turcs : 66
- Bosniaques : 6
- Albanais : 2
- Autres : 9